# 자지 (춘추 전국)
자지(子之, ? - 기원전 314년)는 춘추 전국 시대 연나라의 정치인이다. 키가 8척에 달했고 몸이 비대한 반면 민첩했다.

## 생애
자지는 연나라의 신하로 연 역왕 때부터 고위직으로 있으면서 소진과 사돈을 맻는 등 교류한다. 기원전 320년에 즉위한 연왕 쾌(噲)가 즉위하고 얼마 뒤 자지는 연나라의 상으로 임명된다. 자지는 결단력이 있었고 다른 신하들을 잘 관리감독하여 연왕 쾌의 신임을 얻게되었다. 연왕 쾌는 연로했던 점도 있어 점차 국사를 돌보지 않게 되었는데 그러던 연왕 쾌 3년(기원전 318년) 제나라에서 죽은 소진의 동생인 소대가 연왕 쾌와 면담하는 일이 있었고, 이 자리에서 소대는 신하를 신임하는 것이 중요하다고 연왕 쾌를 설득한다. 자지와 소대의 친인척관계, 이 면담이후 자지가 소대에게 100금을 선물로 준 점 등, 소대의 면담은 자지와 연관된 것일 가능성이 높고 사마천도 그렇게 해석하고 있다. 얼마뒤 녹모수(鹿毛壽)가 연왕 쾌에게 제요가 허유에게 양유한 사건을 들며 자지에게 왕위를 양위할 것을 부추겼고, 결국 연왕 쾌는 자지에게 왕위를 넘긴다.
자지가 왕위에 오른 일은 연나라 지배층의 불만을 샀고, 즉위한지 3년만에 연왕 쾌의 아들인 태자 평(平)은 이에 대항하여 장군 시피(市被)와 손잡고 왕궁을 포위했으나, 자지는 반격하여 크게 이기고 세자 평과 시피 모두 전사하고 만다. 이때 연나라 백성들은 이 전투를 구경하기 위해 구름떼같이 몰려들었으며 어느 쪽 군대가 이기느냐에 대해 도박판까지 벌어졌다.
이 무렵 제나라에서는 맹자가 머물러 있었는데 맹자는 자지가 난을 일으켜 연나라가 뒤숭숭하다는 것을 제 선왕에게 보고하였고, 이에 선왕은 장군 광장(匡章)에게 10만의 병력을 줘 보하이 만을 따라 연나라로 쳐들어가게 했다. 자지에 대한 불만이 극에 달했던 연나라 백성들은 광장이 쳐들어오기도 전에 성문을 열어놓고 기다렸으며 자지의 부하 병사들도 하나 둘씩 도망쳤다. 자지의 군사(軍師)인 녹모수 역시 도망쳤다.
몇 명 남지 않은 병력을 이끌고 광장과 싸우던 자지는 결국 중상을 입었는데 그 와중에도 제나라 병사 100여명을 쳐죽인 끝에 힘이 다해 죽었다. 광장은 자지의 시체에서 옷을 벗긴 후 커다란 장독에 집어넣고 젓갈을 담가버렸다. 한편 연왕 쾌는 제나라의 침공에 놀라 목을 매달아 자살했으며 연나라는 제나라의 속국으로 전락하게 된다.
하지만 제나라 군대의 노략질에 질려버린 연나라 백성들은 결국 2년 만에 제나라 군대를 몰아내고 세자 평의 동생인 직(職)을 왕으로 세우니 곧 연 소왕이다.